# Grjazev-Sjipunov GSj-6-30
Grjazev-Sjipunov GSj-6-30 (GRAU-index 9A21) är en automatkanon i kaliber 30 mm med sex eldrör som fungerar enligt Gatlings princip. Vapnet används i attackflygplanet Mikojan-Gurevitj MiG-27 och i luftvärnssystemen AK-630, 3K87 Kortik och Pantsir-M.

## Konstruktion
GSj-6-30 utvecklades parallellt med kanonen den lättare kanonen GSj-6-23 i kaliber 23 mm och delar många egenskaper med denna. Bland annat att kanonen drivs av sina egna krutgaser och inte av en extern drivmotor (varianten GSj-6-30L undantagen).

## Användning

### MiG-27
Attackflygplanen MiG-27M och MiG-27K utrustades med en GSj-6-30 monterad under flygkroppen där den ersatte den GSj-6-23 som användes i äldre versioner. Den versionen av GSj-6-30 saknade den kylmantel som AO-18 hade och hade dessutom kortare eldrör för att spara vikt. Kombinationen var inte helt lyckad. MiG-27 hade svårt att absorbera rekylen från den kraftiga kanonen och ihållande eldgivning ledde ofta till skador på landningsljus, radio, gyroskop, etc. Vid ett tillfälle lossnade hela instrumentpanelen vid eldgivning. Trots nackdelarna var vapnet omtyckt av piloterna på grund av dess eldkraft och verkan i målet. Ett fåtal Su-25T-8M byggdes också med GSj-6-30 för test och utvärdering, men de flesta Su-25:or fick i stället kanonen GSj-2-30 i samma kaliber.

### AK-630
Trots att den flygburna varianten togs i tjänst först var vapnet från början utvecklat som ett luftvärnsvapen för fartyg. Den höga eldhastigheten gjorde att vapnet snabbt överhettades. För att lösa det problemet försågs vapnet med en kylmantel runt eldrören. I den applikationen har kanonen beteckningen AO-18 och är monterat i vapensystemet AK-630 som tillsammans med eldledningsradarn MR-123 Vympel och ett centralsikte ingår i systemet Vympel-A.

### Kortik / Pantsir
Trots att AK-630 var konstruerat för att kunna bekämpa sjömålsrobotar var dess effektivitet på det området begränsad. 2K22 Tunguska visade också på hur kombinationen automatkanoner och luftvärnsrobotar kunde öka effektiviteten. Därför började konstruktionsbyrån KBP på 1980-talet att utveckla en ersättare för AK-630 som hade två i stället för en AO-18 och dessutom samma 9M311-robotar som Tunguska. Detta vapensystem fick namnet Kortik för inhemskt bruk och Kashtan för exportversionen. Dessa kanoner var hade dessutom modifierats för att använda bandlös ammunitionsmatning eftersom avslitna band var en vanlig orsak till eldavbrott i AK-630.
För att utöka kanonernas räckvidd utvecklades versionen AO-18KD med längre eldrör som användes i den vidareutvecklade versionen Kashtan-M samt i det på 2010-talet utvecklade systemet Pantsir-M.

## Varianter
- GSj-6-30 / AO-18A – Version utvecklad för attackflygplanet MiG-27M. Den saknar vattenkylning och har kortare eldrör för att minimera vikten. Tagen i tjänst 1975. Suffixet "A" står för aviatsiya (flyg).
- GSj-6-30K / AO-18 – Vattenkyld variant utvecklad för luftvärnssystemet AK-630. Det där den först utvecklade varianten, men den andra att tas i tjänst 1976. Suffixet "K" står för korabl (fartyg).
- GSj-6-30L / AO-18L – Variant som drivs av en extern elmotor i stället för av krutgaser. Eldhastigheten begränsad till 500 eller 1000 skott/minut. Används i AK-306 som är en lättviktsvariant av AK-630 för användning på till exempel svävare. Tagen i tjänst 1980.
- AO-18K – Variant för bandlös ammunitionsmatning utvecklad för luftvärnssystemet 3K87 Kortik.
- GSj-6-30KD / AO-18KD – Variant med bandlös ammunitionsmatning och längre eldrör utvecklad för luftvärnssystemen Kashtan-M och Pantsir-M.

## Liknande vapen
- GAU-8 Avenger
- GAU-12 Equalizer